# Anolis leucodera
Anolis leucodera (бомбардополіський зелений аноліс) — вид ігуаноподібних ящірок родини анолісових (Dactyloidae). Ендемік Гаїті. Описаний у 2016 році.

## Поширення і екологія
Бомбардополіські зелені аноліси мешкають у Північно-Західному департаменті Гаїті. Вони живуть в тропічних лісах, на висоті до 490 м над рівнем моря.